# Gaula (Santa Cruz)
Gaula ist eine Gemeinde (Freguesia) im Kreis (Concelho) von Santa Cruz, im Nordosten der portugiesischen Insel Madeira. Am 19. April 2021 hatte die Gemeinde 3925 Einwohner auf einem Gebiet von 6,9 km².

## Geschichte
Erstmals offiziell erwähnt wurde der Ort 1509.

## Verwaltung
In der Gemeinde liegen folgende Ortschaften und Wohnviertel:
- Achada de Baixo
- Achada de Cima
- Achada da Rocha
- Aldonça
- Beatas
- Contenda (Gaula)
- Farrobo
- Fazenda (Gaula)
- Fazendinha (Gaula)
- Fonte (Gaula)
- Fonte do Lopo
- Furtados
- Lajes (Gaula)
- Levadas (Gaula)
- Lobas
- Lombadinha
- Salão (Gaula)
- São João (Gaula)
- Pico (Gaula)
- Porto Novo (Gaula)
- Povo (Gaula)